# Claudio Tarocco
Claudio Tarocco (Roncoferraro, 7 aprile 1956) è un ex calciatore italiano, di ruolo portiere.

## Carriera
Si mette in luce in Serie C tra le file del Mantova, disputando la Serie C 1975-1976. Viene così notato dal Genoa, che lo tessera come secondo portiere, vice di Sergio Girardi. Nella prima stagione gioca 5 partite, l'esordio in Serie A il 10 aprile 1977 nella partita Genoa-Milan (1-0), nella seconda stagione disputata con i rossoblù nella massima serie gioca 7 partite. Viene così ceduto alla Cremonese nell'estate 1978, nella neonata Serie C1, dove è il vice di Enrico Pionetti. Seguono poi ingaggi al Benevento, Rimini, Reggina e Siracusa, fino al ritiro nel 1987.
Vanta anche 8 convocazioni nella Nazionale Under-21 tra il 1976 e il 1978, durante la permanenza al Genoa, senza mai esordire.